# تراحم فطري
التراحم الفطري[بحاجة لمصدر] مصطلح صاغه لأول مرة الفيلسوف هان لامبرت، في عام 2003م. وقد ظهرت نظرية التراحم الفطري التي وضعها هذا الفيلسوف في كتابه Traditions of Compassion: from Religious Duty to Social-Activism (تقاليد التراحم: من الواجب الديني إلى النشاط الاجتماعي) (2006). عرّف لامبرت التراحم بأنه حالة خاصة من التعاطف مع شقاء الآخرين. والتراحم الفطري نوع خاص من التراحم العام يتضمن التزامًا داخليًا بتغيير الواقع من أجل تخفيف آلام الآخرين. وتُعَد هذه الحالة الذهنية، وفقًا لنظرية لامبرت، حالة عامة وتمثل الأساس للدعوة التاريخية إلى التغيير الاجتماعي.

«لقد لاحظت أن التراحم، وبخاصة في صورته الفطرية، يظهر على نحو عفوي. ويمثل بذلك تناقضًا جليًا مع المقدمة المنطقية التي تقوم عليها نظريات داروين، والتي تعتبر نزعة البقاء العامل المُحدِد للسلوك البشري، وكذلك مع منطق فرويد لمبدأ اللذة الذي ينفي وجود أية نزعة طبيعية لدى البشر تدفعهم للتصرف ضد مصالحهم وأهدافهم الخاصة، مع اعتبار هذا الميل ناتجًا عن التكييف الثقافي...»

## وصلات خارجية
- http://us.macmillan.com/author/khenlampert
- http://www.utne.com/2002-01-01/RadicalCompassion.aspx
- Khen Lampert
- Radical compassion
- http://radicalcompassion.com